# Unguturu, West Godavari
Unguturu là một trong 46 mandal thuộc huyện West Godavari district, bang Andhra Pradesh. The headquarters are located at Unguturu town. The mandal is bordered by Tadepalligudem mandal và Pentapadu mandal to the north, Nallajerla mandal to the west, Nidamarru mandal to the east, and by Dwaraka Tirumala mandal và Bhimadole mandal to the south